# نماینده مقیم
یک نماینده مقیم، رئیس یک آژانس سازمان ملل متحد (مانند UNDP، یونیسف، WHO) در یک کشور خاص است. به این ترتیب، نماینده مقیم، طبق کنوانسیون امتیازات و مصونیت های سازمان ملل متحد، دارای رتبه ای برابر با سفیر یک دولت خارجی معتبر در آن کشور است.